# Hafjell
Hafjell è una località sciistica norvegese che si trova a circa 20 km dalla più conosciuta Lillehammer e a circa 200 km da Oslo.
Nel marzo 2015 ospita i campionati mondiali juniores di sci alpino 2015.